# Théorie de la richesse des médias
La théorie de la richesse des médias, parfois appelée théorie de la richesse des informations (en anglais media richness theory, ou MRT), est un cadre utilisé pour décrire la capacité d'un moyen de communication à reproduire les informations envoyées par ce moyen. Il a été proposé par Richard L. Daft et Robert H. Lengel en 1986 en tant qu'extension de la théorie du traitement de l'information. La MRT est utilisée pour classer et évaluer la richesse de certains supports de communication, tels que les appels téléphoniques, les vidéoconférences et les courriers électroniques. Par exemple, un appel téléphonique ne peut pas reproduire des indices sociaux visuels tels que des gestes, ce qui en fait un support de communication moins riche que la vidéoconférence, laquelle permet la transmission des gestes et du langage corporel. Sur la base de la théorie de la contingence et de la théorie du traitement de l’information, la MRT explique que les supports de communication personnels les plus riches sont généralement plus efficaces pour communiquer des problèmes équivoques que les supports moins complexes et moins riches.

## Contexte
La théorie de la richesse des médias a été proposée en 1986 par Richard L. Daft et Robert H. Lengel . S'appuyant sur la théorie de traitement de l'information pour sa fondation théorique, la MRT a été développée initialement pour décrire et évaluer les supports de communication au sein des organisations. En présentant la théorie de la richesse des médias, Daft et Lengel ont cherché à aider les organisations à faire face aux défis de la communication comme les messages confus ou les interprétations contradictoires des messages.
D'autres spécialistes de la communication ont testé la théorie afin de l'améliorer et, plus récemment, la théorie de la richesse des médias a été adaptée de manière rétroactive pour inclure les nouveaux médias, tels que la visiophonie, les conférences en ligne et les cours en ligne. Bien que la théorie de la richesse des médias concerne l'utilisation des médias plutôt que le choix des médias, des études empiriques ont souvent étudié le média sur lequel un responsable choisirait de communiquer, et non les effets de l'utilisation des médias.
Depuis son introduction, la théorie de la richesse des médias a été appliquée à des contextes extérieurs à la communication organisationnelle et commerciale (voir la section " Application ").

## Théorie
La richesse de l'information est définie par Daft et Lengel comme « la capacité de l'information à modifier la compréhension dans un intervalle de temps ».
La théorie de la richesse des médias stipule que la capacité de tous les supports de communication à permettre aux utilisateurs de communiquer et de modifier leur compréhension varie. Le degré de cette capacité est connu comme la "richesse" d'un médium. MRT place tous les supports de communication sur une échelle continue en fonction de leur capacité à communiquer de manière adéquate un message complexe. Les médias capables de surmonter efficacement différents cadres de référence et de clarifier des questions ambiguës sont considérés comme plus riches, tandis que les supports de communication nécessitant plus de temps pour mieux comprendre sont considérés comme moins riches.
Un facteur principal dans la sélection du support de communication pour un message particulier consiste à réduire l’équivocité, voire les erreurs d’interprétation, d’un message. Si un message est équivoque, il est difficile à déchiffrer et donc plus difficile à décoder pour le récepteur. Plus un message est équivoque, plus il faut d'indices et de données pour l'interpréter correctement. Par exemple, un simple message destiné à organiser une heure et un lieu de réunion pourrait être communiqué dans un court courrier électronique, mais un message plus détaillé sur les performances et les attentes d'une personne en matière de travail serait mieux communiqué via une interaction en face à face .
La théorie comprend un cadre avec des axes allant de faible à haute équivocité et une incertitude faible à élevée. Une faible équivocité et une faible incertitude représentent une situation claire et bien définie. Une grande équivocité et une grande incertitude indiquent des événements ambigus qui nécessitent une clarification de la part des gestionnaires. Daft et Lengel soulignent également que la clarté du message peut être compromise lorsque plusieurs départements communiquent entre eux, car les départements peuvent être formés à différents ensembles de compétences ou avoir des normes de communication contradictoires.

### Déterminer la richesse des médias
Dans leur article de 1988 sur la théorie de la richesse des médias, Daft et Lengel affirment : « Plus on peut apprendre de techniques via un média, plus le média est riche ». La richesse des supports est fonction de caractéristiques, notamment :
- La capacité à gérer plusieurs informations simultanément ;
- La capacité à faciliter un retour rapide ;
- La capacité d'établir une concentration personnelle ;
- La capacité d'utiliser le langage naturel.

### La sélection d'un support approprié
La théorie de la richesse des médias prédit que les responsables choisiront le mode de communication en alignant l'équivocité du message sur la richesse du support. En d'autres termes, les canaux de communication seront sélectionnés en fonction de leur niveau de communication. Cependant, d'autres facteurs, tels que les ressources disponibles pour le communicateur, entrent souvent en compte. Les prédictions de Daft et Lengel supposent que les gestionnaires sont plus concentrés sur l'efficacité des tâches (c'est-à-dire atteindre l'objectif de communication le plus efficacement possible) et ne prennent pas en compte d'autres facteurs, tels que la croissance et le maintien de la relation. Des chercheurs ultérieurs ont souligné que les attitudes envers un média peuvent ne pas prédire avec précision la probabilité qu'une personne utilise ce média par rapport à d'autres, car l'utilisation des médias n'est pas toujours volontaire. Si les normes et les ressources d'une organisation prennent en charge un support, il peut être difficile pour un responsable de choisir un autre formulaire pour communiquer son message.
La présence sociale fait référence à la mesure dans laquelle un média permet aux communicateurs de faire l'expérience des autres en tant que psychologiquement présents ou à la mesure dans laquelle un média est perçu comme reflétant la présence réelle des participants communicants. Les tâches qui impliquent des compétences interpersonnelles, telles que la résolution de différends ou la négociation, exigent une présence sociale élevée, tandis que des tâches telles que l'échange d'informations de routine nécessitent une présence sociale moindre. Par conséquent, les médias en face-à-face tels que les réunions de groupe sont plus appropriés pour effectuer des tâches nécessitant une présence sociale élevée; les médias tels que les courriers électroniques et les lettres écrites sont plus appropriés pour les tâches nécessitant une faible présence sociale.
Le modèle d'influence sociale est un autre modèle lié à la théorie de la richesse des médias en tant qu'alternative, en particulier lors de la sélection d'un support approprié. Notre perception des médias, en l’occurrence pour décider de la place d’un média dans l’échelle de richesse, dépend de «la perception des caractéristiques des médias socialement créés», reflétant les forces sociales et les normes sociales en jeu dans l’environnement actuel et le contexte besoin d'utilisation. Chaque organisation a des objectifs différents et des missions à accomplir. Ainsi, avec des cultures et des environnements organisationnels différents, la façon dont chaque organisation perçoit un média est différente et, par conséquent, la manière dont chaque organisation utilise les médias et considère que les médias sont plus ou moins riches varie.
Les communicateurs considèrent également à quel point un message est personnel lors de la détermination du support approprié pour la communication. En général, les médias les plus riches sont plus personnels car ils incluent des signaux non verbaux et verbaux, un langage corporel, une inflexion et des gestes qui signalent la réaction d'une personne à un message. Les médias enrichis peuvent favoriser une relation plus étroite entre un responsable et son subordonné. Le sentiment du message peut également avoir une influence sur le support choisi. Les responsables peuvent vouloir communiquer des messages négatifs en personne ou via un média plus riche, même si le degré d'équivocité du message n'est pas élevé, afin de faciliter de meilleures relations avec les subordonnés. D'autre part, l'envoi d'un message négatif sur un support plus mince affaiblirait la responsabilité immédiate de l'expéditeur du message et les empêcherait d'observer la réaction du destinataire.
À mesure que les modèles commerciaux actuels changent, permettant à un plus grand nombre d'employés de travailler en dehors du bureau, les entreprises doivent repenser l'utilisation de la communication en face à face. En outre, il faut éliminer la peur des chaînes plus minces. Dans le contexte actuel, les responsables doivent, par essais et erreurs, choisir le support qui convient le mieux à diverses situations, à savoir un employé qui travaille depuis le bureau par rapport à un employé qui travaille en dehors du bureau. Les affaires se font à l'échelle mondiale. Afin d'économiser de l'argent et de réduire le temps de déplacement, les organisations doivent adopter les nouveaux médias afin de se tenir au courant de l'actualité des fonctions professionnelles.

### Simultanéité
En avril 1993, Valacich et al. a suggéré que, à la lumière des nouveaux médias, la simultanéité inscrit en tant que caractéristique supplémentaire de déterminer la richesse du milieu. Ils définissent la simultanéité environnementale de manière à représenter "la capacité de communication de l'environnement à supporter des épisodes de communication distincts, sans nuire à aucun autre épisode pouvant survenir simultanément entre des individus identiques ou différents". En outre, ils expliquent que, bien que cette idée de concurrence ait pu être appliquée aux médias décrits dans les théories originales de Daft et Lengel, les nouveaux médias offrent une possibilité plus grande de concurrence que jamais auparavant.

## Applications

### Industries

#### Communications organisationnelles et commerciales
La théorie de la richesse des médias a été conçue initialement dans un contexte de communication organisationnelle de sorte à mieux comprendre les interactions au sein des entreprises. MRT est utilisé pour apprécier le moyen le plus pertinent de communiquer un message pour un individu ou une organisation. Certaines organisations peuvent trouver plus pertinent de discuter de décisions importantes en face à face et donc que l'utilisation du mail n'est pas un moyen adéquat.
Au niveau de l'organisation, le personnel très qualifié peut ressentir le besoin de médias verbaux pour résoudre nombre de leurs problèmes. Les postes de niveau inférieur avec des tâches claires et non ambiguës peuvent être remplis avec des formulaires écrits. Individuellement, cependant, les individus préfèrent la communication orale car il y a davantage de signaux de communication, permettant ainsi une interprétation plus précise et efficace du message.
Une projection de traitement de l'information des organisations met également en avant le rôle fondamental de la communication. En effet, les organisations collectent des informations à partir de leur environnement, traitent ces informations puis les utilisent pour réaliser leurs actions. À mesure que l'environnement se complexifie, les turbulences et la masse d'informations augmentent. Par conséquent, la communication organisationnelle s'amplifie. L'efficacité de l'organisation en matière de traitement des informations devient essentielle lorsque l'environnement de l'entreprise est complexe et soumis à d'importantes perturbations.
De nos jours, les entreprises utilisent des technologies telles que la vidéoconférence. Ces nouveaux moyens de communication permettent aux individus de se voir même lorsqu'ils se trouvent dans des lieux différents. Cette technologie permet aux organisations d’avoir une communication plus riche que par le biais de téléconférences traditionnelles qui ne fournissent que des signaux sonores aux participants.

#### Sensibilité des médias et performance au travail
Daft et Lengel affirment aussi que tous les dirigeants ne démontrent pas la même capacité à faire des choix efficaces en matière de communication. Les cadres et les gestionnaires très qualifiés sont plus "sensibles" aux exigences de richesse dans la sélection des médias que les gestionnaires peu performants. En d'autres termes, les cadres qualifiés sélectionnent les médias simplifiés pour les messages routiniers et les médias enrichis pour les messages non routiniers.
Au niveau de la satisfaction, les groupes dont le support de communication n'est pas assez riche pour leur tâche semblent rencontrer plus de difficultés que ceux dont le support de communication est trop riche. De plus, les groupes dans lesquels les interactions sont face à face ont obtenu un taux de changement de consensus, une satisfaction et un schéma de décision plus élevés que dans les groupes dispersés. Cela montre l'importance de la richesse du support.

#### Recherche d'emploi et recrutement
Lors d'un recrutement, il est important pour les candidats de ressentir les interactions avec les représentants de l'entreprise, par exemple lors de salons de l'emploi, qui sont perçus comme des médias enrichis. Les salons des carrières permettent un retour instantané sous forme de questions et réponses et permettent plusieurs signaux, notamment des messages verbaux et des gestes corporels, et peuvent être adaptés aux intérêts et aux questions de chaque demandeur d'emploi.
Pour comparer, les messages textuels tels que la lecture d'informations sur le site Web d'une entreprise ou la navigation sur un tableau d'affichage électronique peuvent être définis comme des supports plus légers car ils ne sont pas personnalisés en fonction des besoins individuels des demandeurs d'emploi ; ils sont asynchrones dans leurs commentaires et, comme ils sont principalement basés sur du texte, il n’y a aucune possibilité d’inflexions verbales ou de gestes corporels. Cette interaction entre demandeurs d'emploi et employeurs potentiels a un impact sur la manière dont les candidats traitent les informations relatives à l'organisation. Les interactions qu'un candidat développe avec un employeur potentiel via des médias pauvres et riches construisent les convictions d'un demandeur d'emploi. Certains employeurs ont commencé à utiliser des outils plus dynamiques pour répondre aux questions relatives au recrutement, telles que les vidéos, les animations et les agents virtuels.

#### Équipes virtuelles et télétravail
Pour permettre aux organisations réparties dans le monde avec un certain nombre de salariés positionnés dans plusieurs fuseaux horaires, les organisations bénéficient des intérêts que présente l'examen des outils technologiques fournis pour le coworking et la communication. Workman, Kahnweiler et Bommer ont constaté en 2003 qu'un modèle de télétravail idéal comporterait divers types de supports, allant du plus pauvre au plus riche. Dans ces supports, les travailleurs peuvent choisir celui qui est le plus adapté à leur style de travail et à la tâche à accomplir.. En outre, différents travaux peuvent nécessiter divers types de support. Les emplois plus concrets et structurés tels que la planification, l’administration ou les opérations peuvent être viables avec des options de médias pauvres alors que la conception et le développement de logiciels sont beaucoup plus incertains. De plus, la négociation est mieux prise en charge par des canaux de média plus riches.
En 2009, une étude qui a exploré la dynamique des équipes virtuelles a montré que l'utilisation de médias plus riches dans des environnements de travail virtuels diminuait la perception négative de la paresse sociale. De plus, le sentiment que les contributions individuelles d'un membre du groupe n'étaient pas remarquées ou valorisées.

#### Responsabilité sociale des entreprises
Le concept de responsabilité sociale des entreprises (RSE) a pris de l'importance à l'origine dans les années 1960. Cette notion se décrit par l'autorégulation d'une entreprise dans le respect des normes éthiques et morales. Dans leur politique de RSE, les entreprises publiques décrivent souvent leurs efforts comme un aspect marketing des campagnes pour attirer les clients. De plus, Sat et Selemat, en 2014, ont pu constaté que les clients étaient davantage touchés par ces messages lorsqu'ils étaient communiqués par le biais de canaux riches.

### Médias
Lorsque la théorie de la richesse des médias a été appliquée aux nouveaux médias, elle a été contestée (voir " Critique "). Cependant, elle est toujours utilisée comme base pour les études portant sur les nouveaux médias.

#### Sites Web et hypertextes
La richesse des sites Web peut varier. Dans une étude examinant les représentations de l'ex-Yougoslavie sur le World Wide Web, Jackson et Purcell ont suggéré que l'hypertexte joue un rôle était déterminant la richesse des sites Web individuels. Ils ont mis en place un ensemble de critères pour évaluer l’utilisation de l’hypertexte sur un site Web par rapport aux caractéristiques de richesse des supports qui sont définies par Daft et Lengel. En outre, dans leur article de 2004, Simon et Peppas ont examiné la richesse des sites Web de produits en termes d'utilisation multimédia. Les médias dans lesquels on retrouve du texte, des images, des sons et des clips vidéo ont été qualifiés de "sites multimédias riches" . À l'inverse, les "sites multimédias maigres" ne contenaient que du texte. Dans leur étude, ils ont créé quatre sites dont deux riches et deux maigres pour décrire deux produits (un simple et un complexe). Ils ont pu mettre en évidence que la plupart des utilisateurs, quelle que soit la complexité du produit, préféraient les sites Web proposant des médias plus riches.
Les médias comportant du contenu riche sur les sites Web peuvent stimuler l'action dans le monde physique. Lu, Kim, Dou et Kumar, ont démontré en 2014 que les sites Web offrant une vue en trois dimensions d'un centre de fitness réussissaient mieux à créer l'intention des étudiants de se rendre au gymnase qu'un site Web contenant des images deux dimensions statiques.

#### Messagerie instantanée et textos
La théorie de la richesse des médias nécessite qu'un expéditeur doit sélectionner un support de la richesse appropriée pour communiquer le message souhaité ou remplir une tâche spécifique. Les expéditeurs utilisant des supports de communication avec un contenu moins riche doivent prendre en compte les limites de ce support au niveau de la rétroaction, des signaux multiples, de la personnalisation du message et des émotions. Le contenu faible du texte empêche la transmission du ton et de l'expression du visage qui seraient autrement utiles pour détecter le sarcasme. Anandarajan et al. ont mené une étude sur la génération Y utilisant la messagerie instantanée. Ils ont pu en conclure que « plus les utilisateurs reconnaissent la messagerie instantanée comme un support de communication riche, plus ils pensent que ce support est utile pour la socialisation ». Les utilisateurs de la génération Y considèrent le texto comme un média riche mais il existe des preuves supplémentaires qui prouvent que les médias facilement accessibles et non intrusifs tels que les textos ou Twitter étaient plus susceptibles d’être utilisés pour partager des événements positifs que négatifs, et intrusifs et riches. Les appels téléphoniques étaient plus susceptibles d'être utilisés pour partager des événements négatifs que des événements positifs. De plus, pour mieux comprendre l'utilisation de MSN (service Microsoft Messenger) par les adolescents, Sheer a examiné l'impact de la richesse des supports et du contrôle de la communication. L’étude de Sheer a démontré que "de riches fonctionnalités, telles que la webcam et les espaces MSN, semblent faciliter l’accroissement du nombre de connaissances, de nouveaux amis et d’amis de sexe opposé".

#### Email
Ces dernières années, la population était en général de plus en plus familiarisée avec le courrier électronique. La séparation entre les communications en face à face et par courrier électronique s'est estompée. Dorénavant, le courrier électronique est c perçu comme un outil verbal grâce à sa capacité à permettre un retour immédiat, à tirer parti du langage naturel et à intégrer l'émotion via des acronymes et des émoticônes .
Le courrier électronique présente cependant des inconvénients à travers une surcharge de volume. Les courriels contiennent fréquemment de grandes quantités d’informations inutiles qui ne sont pas essentielles au travail tels que le spam et filtrer tous ces messages nécessite un temps supplémentaire. Le temps nécessaire pour gérer les e-mails peut occasionner une surcharge d'informations. Avec cet excès de courrier électronique, les individus peuvent ressentir qu'ils vont manquer des informations en raison du volume considérable de contenu qu'ils reçoivent. Certaines personnes peuvent trouver que ce volume constitue un obstacle à une réponse rapide aux courriels.
Le courrier électronique a la capacité de transmettre plus de contenu informatif que d’autres canaux tels que la messagerie vocale. D'un utilisateur à un autre, la perception du courrier électronique en tant que plate-forme riche peut varier. Cette perception contribue à la façon dont l'individu utilisera le canal. Pour certains d'entre eux, le choix du contenu sera différent. Si le courrier électronique est perçu comme un média avec un contenu riche, ils peuvent y introduire de images ou des vidéos alors que d’autres ne peuvent exploiter que le texte. Cette perception affecte également le choix des caractéristiques linguistiques. Les individus qui voient le courrier électronique comme similaire à un canal oral taperont d'une manière différente de ceux qui voient le courrier électronique comme un canal écrit.

#### Vidéo conférence
Le logiciel de vidéoconférence a été utilisé pour les équipes virtuelles dans les grandes entreprises mais aussi pour les salles de classe et les conversations informelles. Les logiciels ou systèmes de vidéoconférence (VCS) tels que Skype et Google Hangouts permettent d’obtenir davantage de repères visuels que de simples conversations audio. Les études suggèrent que VCS se situe entre le téléphone et les réunions en face-à-face si on prend en compte le critère de la richesse des médias. La visioconférence n’a pas la même richesse que les interactions en face-à-face mais une étude sur ce nouveau support de communication a révélé que les types de présentation présentant du contenu plus riche étaient positivement corrélés avec des niveaux de concentration plus élevés. Cependant, l'étude montrait des résultats mitigés s’ils étaient corrélés à l’utilité perçue.

### Autres applications

#### Communication relationnelle
Selon, Kashian et Walther estiment que la communication asynchrone est un moyen plus efficace pour réduire les conflits entre les personnes qui ont des opinions ou attributions généralement positives de leurs partenaires que les interactions en face à face. Ils attribuent l’intimité relationnelle et la présence aux attributions positives des partenaires comme une raison potentielle de surmonter les prétendues faiblesses de la communication asynchrone préconisées par la théorie de la synchronicité des médias, selon laquelle les médias synchrones sont les meilleurs pour la communication en conflit convergent (2018, p. .   7, citant Dennis et al., 2008).
Dans une autre étude en 2013, Koutamanis et al. suggèrent que l'engagement des adolescents par le biais de la messagerie instantanée pourrait servir à améliorer leurs capacités à nouer des relations personnelles dans le monde réel. Les auteurs se concentrent sur la communication textuelle par voie électronique. L’écrit est généralement considéré comme l’une des formes de communication les plus simples. Cependant, quelle que soit la manière dont le message est délivré, cette étude montre l'impact positif du texto sur la capacité des adolescents à réussir ultérieurement des interactions en face à face après un certain nombre d'interactions par correspondance textuelle.
Dans un article de 2016, Lisiecka et al. ont mis en évidence que bien qu'il soit généralement admis que «les médias qui diffèrent des interactions en face-à-face sont considérés comme un obstacle plutôt que comme un moyen tout aussi efficace de transfert d'informations» (2016, p. 13), leurs résultats laissent supposer que la communication assistée par un ordinateur «est devenue tout aussi naturelle et intuitive que les contacts face à face» (2016, p. 13).
En 2015, Tong et Walther, soutiennent que, contrairement aux prédictions attribuées aux théories de la communication initiées par ordinateur telles que la richesse des médias (Daft et Lengel, 1986) et le naturel des médias (Kock, 2004), la communication non verbale peut ne pas être «essentielle au transfert de comportement et l'interprétation perceptuelle des attentes »(2015, p. 204). En outre, la communication en face à face peut fausser de manière négative les interactions des personnes si les impressions premières des participants sont influencées par des préjugés relatifs aux signaux visuels.

#### Tromperie
La déception, dans le contexte de la théorie de la communication, a lieu lorsque l'expéditeur transmet délibérément un faux message au destinataire. D'après Buller et Burgoon, "la tromperie se produit dès lors que les communicateurs contrôlent les informations contenues dans leurs messages pour véhiculer un sens qui s'écarte de la vérité telle qu'ils la connaissent". Cette idée est au cœur de la théorie de la tromperie interpersonnelle. D'autres recherches ont été menées pour analyser la relation entre la richesse des médias et la communication de messages trompeurs. Les médias qui comportent un contenu plus riche, particulièrement ceux qui transmettent des signaux non verbaux comme le ton de la voix, l'expression faciale ou les gestes, présentent moins d'incidents de messages trompeurs que les médias maigres. Lorsque l'on exploite un contenu plus riche, les liens affectifs que les interlocuteurs développent entre eux s'intensifient. Par conséquent, cela limite les chances qu'un intervenant essaie de tromper un autre. Lorsque l'on se trouve dans une situation où l'honnêteté n'est pas considérée comme la meilleure politique, les médias de l'apprenant comme le courrier électronique, permettent davantage de tromperie.

#### Enseignement à distance et livres électroniques
Lorsque la satisfaction des étudiants à l’égard des cours à distance a été évaluée, Sheppherd et Martz ont pu conclure que l’utilisation d’un cours utilisant une technologie avec un média riche avait un impact sur la manière dont les étudiants évaluaient la qualité du cours. Les cours utilisant des outils tels que "les forums de discussion, les zones de partage de documents et la diffusion sur le Web" ont été mieux considérés par les étudiants. En 2011, Lai et Chang, dans une étude sur les comportements des utilisateurs à l'égard des livres électroniques, ont utilisé comme variable la richesse des médias. Ils affirment que le potentiel de contenu multimédia riche comme les hyperliens intégrés et d'autres ajouts multimédias, faisait bénéficier les utilisateurs d'une expérience de lecture différente de celle d'un livre imprimé. Lan et Sie ont mené en 2010 des recherches supplémentaires qui indiquent que, dans la catégorie des canaux de communication basés sur du texte, il existe des différences majeures qui devraient avoir un impact sur le choix de la technologie par l'instructeur. Ils ont également étudié l'utilisation des SMS, du courrier électronique et des flux RSS. Ils ont pu noter que les SMS conviennent à une livraison plus rapide, que la messagerie électronique offrait un contenu plus riche et que RSS est le format adéquat pour la présentation de contenu sur des appareils mobiles frontaux.
Les livres électroniques et l'apprentissage en ligne deviennent des outils de plus en plus courants dans le cursus universitaire. L'un des principaux atouts de l'e-learning est sa faculté à intégrer différents supports, comme le texte, l'image, l'audio, l'animation et la vidéo afin de créer du matériel pédagogique multimédia. Un des problèmes posés par l'apprentissage en ligne peut être la sélection des médias. En effet, ce problème implique des coûts supplémentaires qui sont liés à la mise au point des matériels d'apprentissage en ligne non textuels. Les apprenants peuvent tirer profit de l’utilisation de supports plus riches dans les cours dont le contenu est équivoque et complexe. Cependant, les apprenants n'obtiennent aucun avantage significatif en termes de score d'apprenant ou de satisfaction de l'apprenant de l'utilisation de supports plus riches dans des cours contenant un contenu peu équivoque (numérique).

#### Soins
Une des innovations majeures dans le milieu médical a été le passage de l'enregistrement analogique à l'enregistrement numérique. Castro, Favela et Gracia-Pena ont étudié les effets de différents médias et notamment le face à face, le téléphone et la vidéoconférence sur les consultations infirmières lors d'appels d'urgence. Bien qu'ils aient pu constaté qu'il n'y avait aucune différence d’efficacité entre les médias, des médias plus riches permettaient des consultations et des résolutions plus rapides. La vidéoconférence peut entraîner moins de contact visuel que si l’infirmière était face-à-face avec le patient.

#### Trouver des médecins et des fournisseurs de soins de santé
La communication interpersonnelle est un élément clé des rencontres médicales et la communication avec les médecins est l'une des qualités les plus importantes que les patients indiquent dans le choix d'un nouveau médecin. Cependant, les organisations de soins de santé éprouvent des difficultés pour aider leurs futurs patients pour comprendre comment un nouveau médecin communiquerait avec eux lors de rencontres futures. Les biographies des médecins en ligne ne fournissent que des biographies de textes "pauvres" et très peu fournissent des contenus plus riches avec des vidéos. Les vidéos permettent d’aider les patients à comprendre comment un médecin pourrait interagir au cours d’une consultation. Les effets des vidéos de médecins ont été testés par Perrault et Silk. Il a été conclu que les vidéos d'introduction de médecins pourraient avoir un effet bénéfique sur les patients lorsqu’ils sont dans cette phase décisionnelle. Ils ont également découvert que lorsque les participants étaient exposés à une présentation vidéo plus riche du médecin, l'incertitude était réduite. S'ils ne disposaient que d'une biographie avec peu de contenu et textuelle, leur choix était plus incertain. Les participants étaient également plus susceptibles de choisir de consulter le médecin qui leur avait présenté l’introduction vidéo la plus riche.

#### L'engagement civique
Les médias utilisés en ligne ont également été bénéfiques pour stimuler l'engagement civique. De plus, exploiter Internet pour faciliter les délibérations publiques s’est révélé un moyen efficace et rentable d’impliquer de larges volumes de citoyens. Des études ont montré que des médias mixtes c'est-à-dire riches et maigres, peuvent être propices pour l’éducation et l’engagement des citoyens. La création de nouveaux réseaux sociaux et de diverses plates-formes en ligne a permis aux médias d'offrir encore plus d'opportunités de "plus grande visibilité et potentiel de développement communautaire des anciennes pratiques" éphémères "de la citoyenneté culturelle". L'apparition de la créativité sur Internet peut être liée à des institutions officielles comme le gouvernement et l'éducation pour permettre d'élargir la base de communication. Par conséquent, cela renforce l'engagement des citoyens et permet l'accès à des connaissances plus larges.

## Critique

### Portée de la théorie
La théorie de la richesse des médias a été critiquée pour ce que de nombreux chercheurs considéraient comme étant sa nature déterministe. Markus affirme que les pressions sociales peuvent influer beaucoup plus sur l'utilisation des médias que sur la richesse et d'une manière incompatible avec les principes clés de MRT. Il a également été noté que la théorie de la richesse des médias ne devrait pas supposer que les sentiments à l’égard de l’utilisation d’un média plus riche dans une situation soient totalement opposés à celui d’un média plus mince. En fait, le choix du support est complexe et en général, même si un média enrichi est considéré comme étant le "meilleur" pour communiquer un message, un média plus léger peut toujours être capable de communiquer le message. De plus, pour certaines tâches, le type de support utilisé ne fera aucune différence quant à la précision du message communiqué.
Lors de la sélection d'un support pour la transmission d'un message, une personne tiendra en compte de son aisance à l'égard des options qui s'offrent à elle. Si une personne ne se sent pas à l'aise ou habituée à utiliser un système de messagerie pour distribuer un message et considère qu'apprendre à envoyer un courrier électronique prend plus de temps et est inefficace par rapport à une simple réunion de groupe, il peut choisir un support plus riche au lieu d'un moyen plus efficace. Ce résultat comportemental, irrationnel, est certainement une réflexion sur l'expérience précédemment établie.

### Limites culturelles et sociales
Ngwenyama et Lee montrent que les contextes culturels et sociaux influencent le choix des médias par les individus de manière incompatible avec les prédictions fondées sur la théorie de la richesse des médias. Leur journal a reçu le Prix du Papier de l'année dans la revue MIS Quarterly. Ngwenyama et Lee ne sont pas les seuls à critiquer les limites de la théorie de la richesse des médias, notamment en ce qui concerne les caractéristiques culturelles et individuelles. La recherche réalisée par Ook Lee a démontré que dans un environnement de travail virtuel confucéen, où le respect est essentiel, la capacité d'un canal de communication à transmettre un protocole culturel est plus importante que la richesse du canal. En 2009, l’étude de Gerritsen a conclu que, dans le contexte commercial, la culture joue un rôle dans le choix de la préférence d'un média par le destinataire, qui peut être réalisé en fonction du seuil précis de l'incertitude que cette culture est censée éviter.
De plus, Dennis, Kinney et Hung ont remarqué, qu'en termes de performance réelle de tâches équivoques, la richesse d'un média avait l'effet le plus notable sur les équipes composées uniquement de femmes. D'autre part, "faire correspondre la richesse à l'équivocité des tâches n'a pas amélioré la qualité de la décision, le temps, le consensus ou la satisfaction de la communication pour les équipes composées uniquement d'hommes ou pour les équipes mixtes". À titre individuel, Barkhi a démontré que le mode de communication et le style cognitif peuvent jouer un rôle dans la préférence et la sélection des médias, suggérant que même dans des situations avec des messages et des intentions identiques, la "meilleure" façon de sélectionner un média peut varier d'une personne à une autre.

### Application aux nouveaux médias
En outre, la théorie de la richesse des médias ayant été développée avant l’utilisation généralisée d’ Internet, qui a également introduit les médias tels que la messagerie électronique, les forums de discussion, la messagerie instantanée, les smartphones et plus encore, certains se sont interrogés sur sa capacité à prédire avec précision ce que les nouveaux utilisateurs de médias choisiraient. Plusieurs études ont été menées sur le choix des médias, lorsque différentes options sont considérées comme des "nouveaux médias", telles que la messagerie vocale et la messagerie électronique. Blau, Weiser et Eshet-Alkalai étudient les différences et les similitudes entre les résultats perçus et réels pour les étudiants qui suivent le même cours, en ligne ou dans des salles de classe traditionnelles. Les auteurs concluent que les paramètres de classe traditionnelle ne sont pas supérieurs aux cours en ligne. En outre, ils suggèrent également qu '«un niveau élevé de naturalité moyenne pourrait gêner la compréhension d'un type de connaissance très complexe» ce qui est le contraire de ce que prédit la théorie de la richesse des médias. El-Shinnaway et Markus ont émis l’hypothèse selon laquelle, sur la base de la théorie de la richesse des médias, les individus choisiraient de transmettre des messages par le biais d’un média plus riche que le courrier électronique, mais ont constaté que même lorsqu’ils envoyaient des messages plus équivoques, le courrier électronique le plus pauvre était utilisé. En outre, il a été indiqué que, compte tenu des capacités étendues des nouveaux médias, l’approche unidimensionnelle de la théorie de la richesse des médias pour catégoriser différents médias de communication n’est plus suffisante pour saisir toutes les dimensions dans lesquelles les types de médias peuvent varier.

## Théories connexes

### Caractère naturel des médias
Plusieurs nouvelles théories ont été développées sur la base du cadre original de Daft (en) et Lengel. Kock (en) (2004) soutient que les méthodes et appareils de communication humaine non lexicale, tels que les expressions faciales, les gestes et le langage corporel, ont évolué depuis des millions d'années et doivent donc jouer un rôle important dans la naturalité de la communication entre personnes. Selon la théorie sur la naturalité des médias, puisque la communication en face à face est la méthode de communication la plus "naturelle", nous devrions souhaiter que nos autres méthodes de communication ressemblent le plus possible à la communication en face à face. Alors que la théorie de la richesse des médias place les médias sur une échelle allant de faible à élevée, et place la communication en face à face au sommet de l'échelle, la théorie des médias naturels considère la communication en face à face comme étant au milieu de échelle, et déclare que plus on s'éloigne de la communication en face à face (plus ou moins riche), plus le traitement cognitif est nécessaire pour comprendre un message.

### Compensation des médias
La théorie de 2011 sur la compensation des médias par Hantula, Kock, D'Arcy et DeRosa affine la théorie de Kock sur le caractère naturel des médias. Les auteurs expliquent que la théorie de la compensation des médias a été développée pour traiter spécifiquement deux paradoxes: 
1. La communication virtuelle, le travail, la collaboration et les équipes rencontrent un grand succès (parfois même plus que les équivalents en face à face), ce qui est en contradiction avec la théorie de Kock sur le naturel des médias. et,
2. "L'espèce humaine a évolué en petits groupes en utilisant des modalités de communication dans des zones restreintes, tout en utilisant des moyens de communication électroniques pour permettre à de grands groupes de collaborer efficacement dans le temps et l'espace" (Hantula et al., 2011, p. 358).

Les auteurs débattent sur la façon dont les humains, "qui n'ont pas beaucoup changé depuis des millénaires" (Hantula et al., 2011, p. 358), sont capables d’adopter et d’utiliser avec succès des médias pauvres, tels que les textos, en supposant que l’évolution humaine a progressé sur la voie de la communication en face à face et de la facilité pour coexister avec la théorie de l'expansion des canaux de Carlson et Zmud.

### Synchronicité des médias
Pour aider à expliquer la théorie de la richesse des médias et son application aux nouveaux médias, la théorie de la synchronicité des médias a été proposée. La synchronicité décrit la capacité d'un média à créer le sentiment que tous les participants sont simultanément engagés dans l'événement de communication. Les médias très synchronisés, tels que les réunions en face à face, offrent aux participants la possibilité de communiquer en temps réel, d'observer immédiatement les réactions et les réponses des autres et de déterminer facilement si les co-participants sont pleinement impliqués dans la conversation.
La théorie de la synchronicité des médias stipule également que chaque média a un ensemble de capacités, et que chaque interaction de communication est composée de deux processus: la transmission et la convergence. Ces capacités incluent: la vitesse de transmission, le parallélisme, les jeux de symboles, la répétabilité et la possibilité d'accès. La richesse des médias est également liée à la théorie de la structuration adaptative et à la théorie du traitement de l'information sociale, qui expliquent le contexte entourant une communication qui pourrait influencer le choix du média.

### Théorie de l'expansion des canaux
Carlson et Zmud (1999) ont proposé la théorie de l’expansion des canaux afin d’expliquer les incohérences relevées dans plusieurs études empiriques. Dans ces études, les résultats ont montré que les gestionnaires emploieraient des supports "plus pauvres" pour les tâches à haute équivocité. La théorie de l’extension de canal a suggéré que le choix du média dépendait beaucoup de son expérience du média lui-même, du communicateur et du sujet. Ainsi, il est possible que l'expérience d'un individu avec l'utilisation d'un certain support peu riche l'incite à l'utiliser pour des tâches équivoques. Par exemple, une étude de Kahai, Carroll et Jestice (2007) a montré que la familiarité des participants avec la messagerie instantanée les avait amenés à percevoir le média comme étant plus riche que le monde virtuel connu sous le nom de Second Life. Le manque d'expérience des participants avec le monde virtuel objectivement plus riche peut avoir affecté leur perception par rapport au support plus familier de la messagerie instantanée.
Cependant, la théorie ne suggère pas que les expériences de construction de connaissances égaliseront nécessairement les différences de richesse, qu'elles soient objectives ou basées sur la perception, à travers différents médias. En d'autres termes, les expériences d'acquisition de connaissances peuvent être positivement liées aux perceptions de la richesse du courrier électronique, mais cela ne signifie pas nécessairement que le courrier électronique sera considéré comme plus riche qu'un autre moyen, tel que l'interaction face à face